# Intonaco monostrato
L'intonaco monostrato è un tipo di intonaco costituito da un solo strato. 

## Composizione
Quanto al materiale utilizzato per eseguire tale monostrato d'intonaco, si fa presente che al tradizionale uso della malta indurita dalla presenza di calce, si è aggiunto il cemento bianco o Portland, a seconda dell'effetto cromatico desiderato. La presenza di sabbia giallo/nocciola in tale impasto rende l'intonaco monostrato ad effetto arriccio particolarmente adatto a creare condizioni estetiche “antichizzate” ed evocative di una cultura fatta di richiami alla tradizione. 
L'intonaco monostrato ad arriccio è costituito da una malta di calce (o calce e cemento) mescolata a sabbia e, se necessario, pigmenti nei colori terrosi che più si adattano all'ambiente in cui è inserito il manufatto.

## Utilizzo
Viene tipicamente utilizzato per ambienti esterni, negli ambiti rurali extraurbani e/o per le abitazioni tradizionali non nobiliari, il più utilizzato è  quello ad arriccio monostrato. Trova impiego  soprattutto quando si intende preservare l'involucro edilizio ed i materiali utilizzati per tamponare l'edificio in modo rapido ed economico. Questo era il principio che aveva reso così diffusamente utilizzato tale strato di finitura: rapidità d'esecuzione ed economicità.